# Tvrtko II de Bosnia
Esteban Tvrtko II (en serbocroata: Stefan Tvrtko, en serbio: Стефан Твртко; fallecido en noviembre de 1443), también conocido como Tvrtko Tvrtković (en serbio: Твртко Твртковић), fue rey de Bosnia en dos ocasiones, desde 1404 hasta 1409 y nuevamente desde 1420 hasta su muerte.
Era hijo del rey Tvrtko I, miembro de la Casa de Kotromanić. Primero fue entronizado como rey títere por los principales nobles del reino, Hrvoje Vukčić Hrvatinić y Sandalj Hranić Kosača, para reemplazar a su tío Ostoja. Cinco años después, perdió el apoyo de la nobleza y, por tanto, también de la corona. Apenas tuvo actividad política durante el segundo reinado de su tío, pero logró deponer y suceder al hijo de este, Ostojić. Su segundo reinado estuvo marcado por los constantes ataques otomanos, que le obligaron a aceptar su soberanía, y la rebelión de Radivoj, otro hijo de Ostoja. Tvrtko II se casó dos veces, pero murió sin hijos. Fue sucedido por su heredero elegido, el hermano de Radivoj, Tomás.

## Antecedentes
Tvrtko II era hijo de Tvrtko I, el primer rey de Bosnia. La identidad de su madre ha sido objeto de debate y, por lo tanto, se cuestiona su legitimidad. La complejidad religiosa de la Bosnia medieval, donde a menudo era difícil discernir entre descendencia legítima e ilegítima, alimenta esa incertidumbre.
Sobre su origen, existen dos teorías principales. El historiador raguseo del siglo XVI Mavro Orbini dio la que goza de mayor aceptación y que luego varios escritores dieron por cierta: lo nombra como Turtco Scuro (Tvrtko el Sombrío), y afirma que nació de la concubina de su padre, una noble bosnia llamada Vukosava. Vjekoslav Klaić formuló otra teoría en el siglo XIX; en esta argumentó que su madre era la consorte del rey, Dorotea de Bulgaria. Klaić también citó como prueba un documento real con fecha de 1382, en la que mencionaba a la reina y a un hijo anónimo al gobierno de la República de Ragusa. Si Tvrtko II es el hijo que se menciona en esta carta, su nacimiento debería haber tenido lugar entre 1375, su padre y posible madre se casaron en diciembre de 1374, y la fecha en que se emitió la carta.
Tvrtko I murió de manera inesperada en marzo de 1391, poco después que la reina Dorotea. El stanak, la asamblea compuesta por los nobles más destacados del país, eligió a su anciano pariente, Dabiša, como su sucesor, en lugar del hijo del difunto rey, que era demasiado joven en ese momento. Después de la muerte de Dabiša en 1395, los nobles eligieron a su viuda, Helena. Tres años después, la derrocaron y colocaron en el trono a Ostoja. La relación exacta del nuevo rey con los monarcas anteriores y Tvrtko II ha sido motivo de controversia, y muchos historiadores asumen que era hijo ilegítimo de Tvrtko I. Sin embargo, Dominik Mandić demostró que tanto Dabiša como Ostoja se habían referido a Tvrtko I en sus cartas como su hermano. No sobreviven registros de la vida de Tvrtko II durante este período.

## Primer reinado

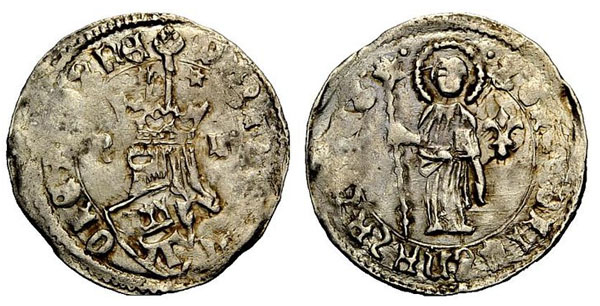
Moneda de Tvrtko II.

Bosnia en las primeras décadas del, con la heredad real en verde oliva.

Ostoja enfrentó a la nobleza cuando intentó reclamar su independencia de ellos. En marzo de 1404, se enemistó con sus vasallos más poderosos: Hrvoje Vukčić Hrvatinić y Sandalj Hranić Kosača. A finales de abril o principios de mayo, se convocó un stanak en Mile. En dicha asamblea, la nobleza depuso al rey, que huyó a la corte del homólogo húngaro Segismundo de Luxemburgo. A finales de mayo se celebró uno nuevo para elegir al sucesor de Ostoja. Las autoridades de Ragusa propusieron como próximo rey a Hrvoje o, de no ser el caso, al noble exiliado Pavle Radišić. Inesperadamente, el stanak concluyó con la elección de Tvrtko II, quien había sido completamente ignorado en las elecciones anteriores. No se sabe a ciencia cierta quienes permitieron su acceso al poder, pero se sospecha de Hrvoje y Sandalj. Los motivos más probables de la elección eran que Tvrtko II era hijo de Tvrtko I, primer rey de Bosnia, y la expectativa de que no obstaculizaría la autonomía de la nobleza.
En junio, los partidarios del nuevo soberano derrotaron a un ejército húngaro y así impidieron que Ostoja reclamara la corona, pero la principal residencia real de Bobovac y la ciudad de Srebrenik, en la provincia de Usora, fueron capturadas y devueltas al exrey. Las principales familias nobles bosnias eran leales a Tvrtko II, mientras que Ostoja recibía protección de Segismundo, cuyo territorio incluía poco más que Bobovac. La fortaleza, sin embargo, albergaba la corona, a la que el rey no pudo llegar.
Tal como pretendían, el primer reinado de Tvrtko II estuvo marcado por un dominio absoluto de Sandalj y Hrvoje sobre todo el reino. El rey autorizó a Hrvoje a resolver disputas y emitir órdenes en su nombre, y durante un tiempo, tuvo su corte en las tierras de este noble cerca del río Sana. Durante este periodo, el rey concedió a la familia Hrvatinić la ciudad minera más lucrativa de Bosnia, Srebrenica, en 1405, después de lo cual nunca volvió al dominio real. Sandalj, por otro lado, aprovechó la oportunidad para apoderarse de la tierra que pertenecía a los favoritos de Ostoja, la familia Sanković, convirtiendo así a los Kosača en los mayores terratenientes de la zona meridional del reino. Por esos tiempos, el rey Ladislao de Nápoles reclamaba el trono húngaro. Hrvoje apoyó al reclamante, e indujo a su rey a hacer lo mismo. Esto le ganó todavía más la enemistad con Segismundo.
Luego de algunas disputas menores con las repúblicas marítimas de Venecia y Ragusa por Konavle y Pomorje, Tvrtko II obtuvo el reconocimiento como rey legítimo de ambos estados. Para 1406, Ostoja estaba perdiendo el poco apoyo que le quedaba en Bosnia, y la nobleza ahora favorecía unánimemente a su monarca, pero la decisión del exrey de permanecer en el país seguía preocupando a Tvrtko II.

## Caída

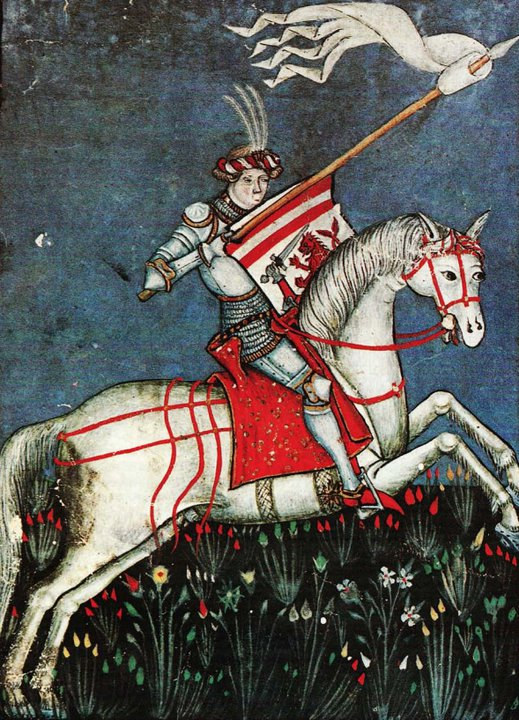
Hrvoje Vukčić Hrvatinić como se muestra en el Misal de Hrvoje

Los ataques húngaros a Bosnia se producían anualmente, lo que hacía que la vida del rey fuera «una molestia constante». El conflicto culminó en septiembre de 1408, cuando Segismundo obtuvo una victoria decisiva sobre las tropas bosnias: 170 nobles menores fueron capturados y asesinados en Dobor, arrojados desde las murallas de la ciudad.  Se dice que Tvrtko II también fue capturado, pero esto no parece ser cierto, ya que exigió el tributo habitual de los raguseos en febrero de 1409. Las hostilidades continuaron hasta finales de noviembre, cuando el rey se retiró hacia el sur con su nobles para resistir los ataques húngaros, lo que permitió a Ostoja restablecer el control sobre Bosnia Central.
En enero de 1409, la noticia de la intención del rey Ladislao de vender sus derechos sobre Dalmacia a Venecia había llegado a Hrvoje, a quien se le había prometido la tierra como gobernador en nombre de Ladislao. Hrvoje ya no tenía motivos para apoyarlo contra Segismundo e hizo las paces con este último, seguido por la mayoría de los nobles bosnios. Tvrtko II y Sandalj permanecieron en el campamento napolitano, lo que condujo a una guerra civil. Ostoja aprovechó la oportunidad para intentar recuperar el trono, pero Segismundo también tenía la intención de coronarse rey de Bosnia «a la manera solemne de Tvrtko I». Su reivindicación sobre Bosnia, derivada de su acuerdo con el stanak en 1394, fue reconocida por Hrvoje, mientras que Sandalj se pasó a Ostoja.
Tvrtko II permaneció en el trono hasta mediados de 1409, cuando se impuso Ostoja. El reclamo de Segismundo se volvió insostenible, pero los bosnios reconocieron su señorío sobre Ostoja; solo Tvrtko se negó a someterse al rey de Hungría. Parece haber evadido la captura de las tropas húngaras al huir a las montañas del norte de Hum. En diciembre, los funcionarios raguseos le escribieron cartas a él y a su esposa (de quien no se sabe nada) en respuesta a su solicitud de ingresos de san Demetrio; en ese momento todavía residía en Bosnia. Después de eso, se desvaneció de los registros históricos y no participó en los asuntos bosnios durante varios años. Se sabe que vivió en 1414 cerca de la República de Ragusa, en tierras pertenecientes a Pavle Radenović, el hermano de la esposa de Ostoja, Kujava. Otra posibilidad es que buscara refugio con los turcos otomanos.

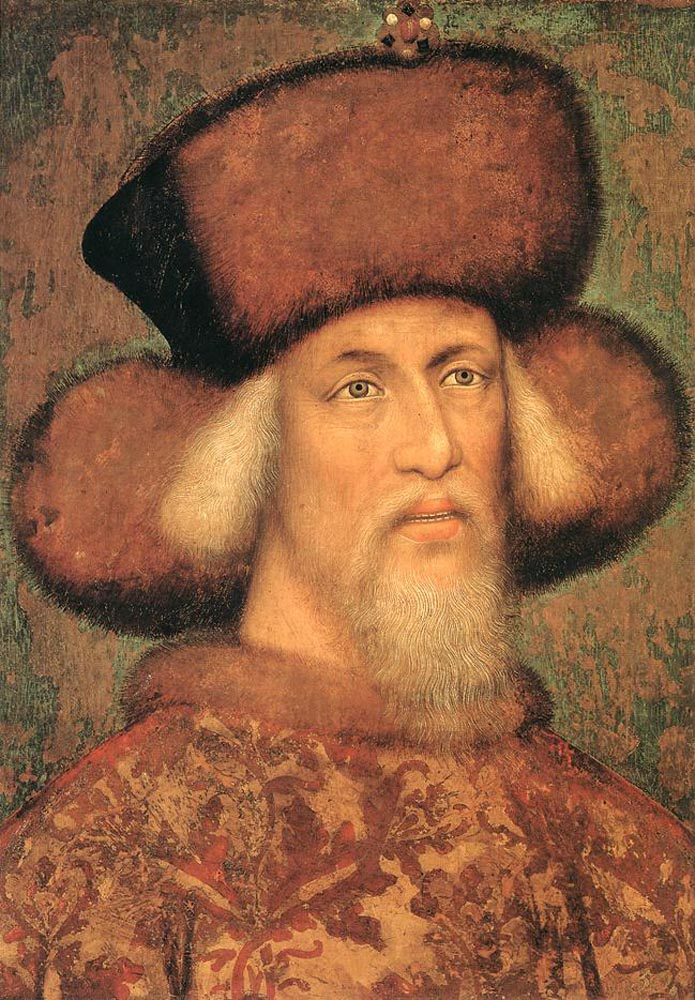
Segismundo de Luxemburgo

A principios de 1413, Hrvoje enfureció a Segismundo al saquear las tierras de Sandalj. Su relación se deterioró hasta el punto en que Hrvoje consideró necesario recurrir a los turcos en busca de ayuda. Las primeras tropas turcas llevaron el terror a Bosnia en mayo de 1414; en agosto también trajeron al monarca depuesto, Tvrtko II, y lo establecieron como antirrey. Su alianza con los turcos puede deberse a su hostilidad mutua hacia Segismundo. Pavle Radenović inmediatamente se declaró a favor de Tvrtko, pero ningún otro noble importante parece haber seguido su ejemplo – ni siquiera Hrvoje. Ragusa trató de mantener relaciones cordiales con ambos hombres, llamando rey a Tvrtko II por temor a los turcos pero dirigiéndose a Ostoja como el «rey legítimo». En las siguientes escaramuzas, los turcos reemplazaron a Segismundo como la mayor influencia externa en el país, pero demostraron no tener ninguna intención de restaurar a Tvrtko II en el trono. El apoyo de Pavle no fue suficiente para lograr este objetivo.
Con las incursiones turcas contra Bosnia y, en ocasiones, contra sus propias regiones de Croacia y Dalmacia, Segismundo decidió tomar medidas y movilizar a su ejército. Mientras Tvrtko II esperaba una victoria turca, Ostoja esperaba que un triunfo húngaro lo libraría de los invasores y aseguraría su posición contra su rival y sus magnates ambiciosos. En agosto de 1415, se realizó la batalla de Doboj, con desastrosos resultados para el ejército húngaro. Sin embargo, contrariamente a lo esperado, los turcos reconocieron a Ostoja como rey legítimo. Tvrtko perdió terreno, mientras que los bosnios unidos cambiaron por primera vez su lealtad de Hungría a los otomanos. Después de que Pavle Radenović fuera asesinado en represalia por su apoyo a Tvrtko II, este último volvió a desaparecer del centro de atención. La posición de Ostoja se fortaleció todavía más cuando hizo las paces con los hijos de Pavle y con la muerte de Hrvoje al año siguiente.

## Segundo reinado
Ostoja murió en septiembre de 1418. A pesar de las expectativas de que Tvrtko se hiciera cargo, el hijo de Ostoja, Ostojić, fue elegido rey. Cuando los turcos irrumpieron en el reino a principios de 1420, Tvrtko una vez más los acompañó y se instaló como antirey. Sandalj inmediatamente lo reconoció. Por temor a los otomanos, el ejemplo de Sandalj pronto fue seguido por otros nobles. En junio, Tvrtko convocó un stanak y Ragusa lo reconoció como rey. Tenía el apoyo de casi toda la nobleza en Visoko, incluido el voivoda Vukmir, el alcalde Dragiša, el knez Juraj Vojsalić, el knez Pribić, el knez Radič Radojević, el knez Batić Mirković, el knez Juraj Dragičević, el knez Petar Klešić, el voivoda Ivko y el voivoda Pavao Jurjević. A finales de año, Tvrtko había derrocado por completo a Ostojić, quien continuó avanzando en su reclamo hasta el verano de 1421. Parece que murió poco después. Los problemas internos obligaron a los otomanos a retirar sus tropas de Bosnia, lo que permitió a Tvrtko fortalecer su control sobre el reino y recuperar su economía. La segunda adhesión de Tvrtko tuvo que ser legitimada con una nueva coronación, que tuvo lugar durante un stanak en agosto de 1421. Después de la investidura formal, finalmente confirmó los estatutos y privilegios de sus predecesores otorgados a los comerciantes de Ragusa.

### Alianza otomana
El segundo reinado de Tvrtko estuvo marcado por su rápida resolución de restaurar la autoridad real y la preeminencia del rey entre los gobernantes feudales de Bosnia. Con Hrvoje y Pavle desaparecidos, y Sandalj preocupado por el conflicto con los hijos de Pavle, Tvrtko pudo expandir significativamente el dominio real. La conveniente muerte del rey Ostojić también neutralizó un poco la amenaza planteada por su intrigante madre, la reina Kujava. Los otomanos encontraron poco tiempo para interferir con el gobierno de Tvrtko en los siguientes cinco años, dándole tiempo para fortalecer la economía del reino, con las minas alcanzando la cima de su productividad y el número de comerciantes extranjeros aumentando considerablemente. En 1422, Tvrtko firmó un tratado comercial beneficioso con la República de Venecia en diciembre de 1422 y discutió una variedad de planes para una acción militar conjunta contra Segismundo en Dalmacia. Sin embargo, se vio obligado a renunciar al reclamo bosnio sobre las ciudades dálmatas bajo el dominio veneciano. Sus intentos de encontrar una novia católica adecuada de la familia veneciana Malatesta a través de la mediación de Pedro de Pag, arzobispo de Split, fueron prometedores, pero nunca se materializaron.
La asociación de Tvrtko con Venecia molestó no solo a Ragusa, sino también a los turcos; los primeros resintieron perder su monopolio comercial, mientras que las malas relaciones de los segundos con Venecia fueron el resultado de la disputa territorial sobre Albania y Zeta. Los turcos procedieron a asaltar Bosnia en la primavera de 1424, lo suficiente para dejar claro a Tvrtko que no se tolerarían relaciones estrechas con Venecia. Tvrtko comprendió que Venecia no podría brindarle ayuda contra los turcos y, por lo tanto, desmanteló su alianza.
Aunque el enfriamiento de las relaciones de Tvrtko con Venecia convenía a Ragusa, otro incidente garantizó que la ciudad-estado y el rey no estarían en términos amistosos. En 1424, un pariente de Tvrtko llamado Vuk Banić intentó sin éxito usurpar el trono con la ayuda de la tía de Tvrtko, la reina Kujava, que deseaba vengar la deposición de su hijo. Ragusa tenía una larga tradición de otorgar asilo político a los miembros de las familias gobernantes y acomodó a Vuk cuando buscó refugio. El mismo año, mientras los turcos asaltaban el Despotado de Serbia, Tvrtko decidió recuperar Srebrenica, que había sido tomada por Segismundo en 1411 y concedida a su aliado, el gobernante serbio Esteban Lazarević. Los comerciantes locales de Ragusa ayudaron a los serbios y el proyecto fracasó; las tropas victoriosas de Esteban saquearon el reino de Tvrtko II cuando los turcos se retiraron de su tierra.

### Alianza húngara

El Reino de Bosnia y el Despotado de Serbia en 1422

En 1425, Tvrtko II se dio cuenta de que necesitaba un aliado fuerte en caso de ataques turcos. Consciente de que no podía contar con Venecia, decidió mejorar las relaciones con Hungría, lo que se tradujo en un tratado. Los otomanos respondieron con ataques que obligaron a Tvrtko a aceptar su soberanía y pagar un tributo anual. Los turcos partieron en 1426 y él se desesperó aún más por formar una alianza con Hungría. La posición desfavorable de Tvrtko permitió a Segismundo exigir el reconocimiento del suegro de este último, Armando II de Celje, como presunto heredero del rey sin hijos. Armando era hijo de la tía de Tvrtko II, Catalina, pero era ante todo un conde húngaro cuya realeza era indeseable para la nobleza bosnia. Vuk Banić volvió a presentarse como pretendiente y Tvrtko se dio cuenta de que la marea se estaba volviendo en su contra. Decidió impulsar aún más la alianza con Hungría, no solo reconociendo a Hermann como su presunto heredero en el otoño de 1427, sino también negociando un matrimonio húngaro. La novia elegida fue Dorotea Garai, hija del ban de Usora. Sandalj y la familia Zlatonosović expresaron su oposición evitando las festividades nupciales en 1428. Tvrtko finalmente se reconcilió con Sandalj, pero tomó medidas contra los Zlatonosović y confiscó sus tierras.
Radivoj, el hijo ilegítimo mayor del difunto Ostoja, se rebeló, lo que significó una amenaza mucho mayor de la que fue Vuk Banić. En 1432, el sucesor de Esteban Lazarević, Đurađ Branković, Sandalj y los otomanos ayudaron a Radivoj a reclamar el trono y tomar el control de gran parte del país. El único apoyo digno de mención de Tvrtko II provino del sobrino y sucesor de Hrvoje, Juraj Vojsalić, y por lo tanto logró retener solo el centro y el noroeste de Bosnia. Tvrtko II se retiró a Visoko, pero pronto descubrió que Sandalj estaba demasiado enfermo para apoyar la causa de Radivoj. Đurađ Branković, satisfecho con la anexión de las tierras que Tvrtko II había confiscado a la familia Zlatonosović, también perdió interés en Radivoj. Los otomanos, sin embargo, continuaron con el reclamo de Radivoj y tomaron posesión de Bobovac en su nombre en 1434.
Después de años de suplicar su ayuda, Tvrtko II finalmente vio a los húngaros marchar hacia Bosnia a mediados de 1434. Recuperaron para él Jajce, Hodidjed, Bočac y el castillo de Komotin, pero lo perdió todo tan pronto como se retiraron. De hecho, él mismo parece haber partido con las tropas en su camino de regreso a Hungría, ya que se sabe que residió en la corte de Buda en 1435. Radivoj dejó de ser una amenaza cuando perdió el apoyo otomano ese año, mientras que la muerte de Sandalj le presentó a Tvrtko II un nuevo vasallo rebelde y más vital en la forma del sobrino y sucesor de Sandalj, Stjepan Vukčić Kosača.

### Vida posterior

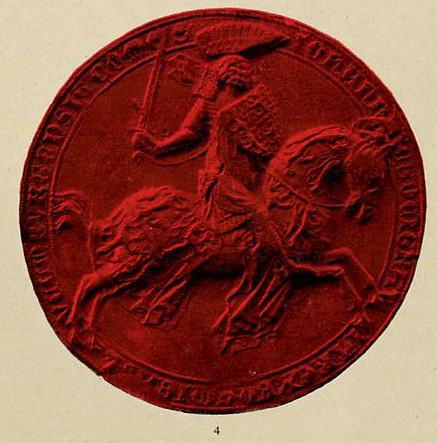
Sello de Tvrtko II.

Radivoj se autodenominó rey de Bosnia durante el resto del reinado de Tvrtko II. Fue apoyado nominalmente por los turcos y por Stjepan Vukčić Kosača; podrían haber depuesto fácilmente a Tvrtko II a su favor si quisieran, pero parece que su único objetivo era debilitar y dividir Bosnia para su beneficio futuro. Mientras Stjepan intentaba expandir su territorio a expensas de Zeta en 1443, Tvrtko aprovechó su ausencia y la preocupación otomana con la cruzada de Varna para atacar su tierra, pero Stjepan regresó a tiempo para defenderla.
Tvrtko II murió sin hijos en noviembre de 1443, habiendo expresado su deseo de ser sucedido por su primo Tomás, políticamente inactivo, hermano menor de Radivoj e hijo ilegítimo de Ostoja. Armando II de Celje había muerto en 1435 y sus herederos no intentaron hacer cumplir el acuerdo de sucesión de 1427. Dado que la sucesión transcurrió sin problemas, se puede suponer que Tvrtko II trabajó activamente para asegurar el ascenso de Tomás, probablemente para asegurarse de que su patrimonio no pasara al odiado Radivoj.
Tvrtko II se mantuvo en el trono de Bosnia por más tiempo que cualquiera de los monarcas que siguieron a Tvrtko I. También hizo más que ningún otro para restaurar la dignidad real y centralizar el estado, dejando una fuerte huella en la política, la economía y la cultura de Bosnia.

## Vida personal

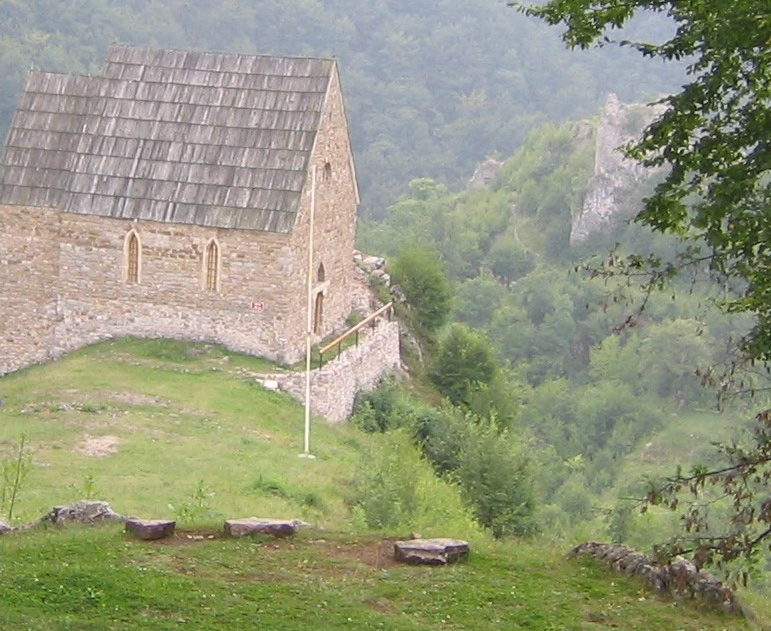
Capilla de Bobovac, donde fue enterrado Tvrtko II y su esposa, Dorotea.

Esteban Tvrtko II estuvo casado durante su primer reinado; su esposa fue mencionada por los raguseos en 1409 como «la reina, esposa del rey Tvrtko de Bosnia», pero su nombre no se registró. Durante su segundo reinado, consideró muy importante casarse con una noble católica y acarició la idea de elegir una novia de la Casa italiana de Malatesta. El colapso de su alianza con Venecia significó que el plan nunca se realizó.
Tvrtko II finalmente se casó con la noble húngara Dorotea Garai, pero no antes de asegurarle al papado su compromiso con la Iglesia católica. La boda se celebró en Milodraž entre el 23 y el 31 de julio de 1428 y el matrimonio duró hasta su muerte en septiembre de 1438. Las fuentes no mencionan que la pareja tuviera hijos, pero las excavaciones arqueológicas en la capilla real de Bobovac durante la segunda mitad del siglo XX confirmaron la existencia de una tumba infantil situada entre las tumbas de la pareja real, lo que indica que podrían haber tenido un hijo que murió en la infancia o en la primera infancia.
Tvrtko II era católico, pero solo porque le convenía serlo. Apreció a los franciscanos por sus compromisos en Bosnia, pero no más que a los funcionarios de alto rango de la Iglesia «herética» bosnia. El jefe de la Iglesia bosnia siempre fue favorecido por el rey y ejerció una influencia significativa en los asuntos de estado, sirviendo como asesor incluso en 1428, mientras el rey intentaba presentarse como un buen católico.

## Árbol familiar
| \| \| \| \| \| \| \| \| \| Esteban I \| \| \| \| \| \| \| \| \| \| \| \| \| \| \| \| \| \| \| \| \| \| \| \| \| \| \| \| \| \| \| \| \| \| \| \| \| \| \| \| \| \| \| \| \| \| \| \| \| \| \| \| \| \| \| \| \| \| \| \| \| \| \| \| \| \| \| \| \| \| \| \| \| \| \| \| \| \| \| \| \| \| \| \| \| \| \| \| \| \| \| \| \| \| \| \| \| \| \| \| \| \| \| \| \| \| \| \| \| \| \| \| \| \| \| \| \| \| \| \| \| \| \| \| \| \| \| \| \| \| \| \| \| \| \| \| \| \| \| \| \| \| \| \| \| \| \| \| \| \| \| \| \| \| \| \| \| \| \| \| \| \| \| Esteban II \| Esteban II \| Esteban II \| Esteban II \| Esteban II \| Esteban II \| \| \| \| \| \| \| \| \| \| \| Vladislav \| Vladislav \| Vladislav \| Vladislav \| Vladislav \| Vladislav \| \| \| \| \| \| \| \| \| \| \| \| \| \| \| \| \| \| \| \| \| \| \| \| \| \| \| \| \| \| \| \| \| \| \| \| Esteban II \| Esteban II \| Esteban II \| Esteban II \| Esteban II \| Esteban II \| \| \| \| \| \| \| \| \| \| \| Vladislav \| Vladislav \| Vladislav \| Vladislav \| Vladislav \| Vladislav \| \| \| \| \| \| \| \| \| \| \| \| \| \| \| \| \| \| \| \| \| \| \| \| \| \| \| \| \| \| \| \| \| \| \| \| \| \| \| \| \| \| \| \| \| \| \| \| \| \| \| \| \| \| \| \| \| \| \| \| \| \| \| \| \| \| \| \| \| \| \| \| \| \| \| \| \| \| \| \| \| \| \| \| \| \| \| \| \| \| \| \| \| Catalina \| Catalina \| Catalina \| Catalina \| Catalina \| Catalina \| \| \| Tvrtko I \| Tvrtko I \| Tvrtko I \| Tvrtko I \| Tvrtko I \| Tvrtko I \| \| \| \| \| \| \| \| \| \| \| Ostoja de Bosnia \| Ostoja de Bosnia \| Ostoja de Bosnia \| Ostoja de Bosnia \| Ostoja de Bosnia \| Ostoja de Bosnia \| \| \| \| \| \| \| \| \| \| \| \| \| \| \| \| \| \| \| \| \| \| \| \| \| \| \| \| Catalina \| Catalina \| Catalina \| Catalina \| Catalina \| Catalina \| \| \| Tvrtko I \| Tvrtko I \| Tvrtko I \| Tvrtko I \| Tvrtko I \| Tvrtko I \| \| \| \| \| \| \| \| \| \| \| Ostoja de Bosnia \| Ostoja de Bosnia \| Ostoja de Bosnia \| Ostoja de Bosnia \| Ostoja de Bosnia \| Ostoja de Bosnia \| \| \| \| \| \| \| \| \| \| \| \| \| \| \| \| \| \| \| \| \| \| \| \| \| \| \| \| \| \| \| \| \| \| \| \| \| \| \| \| \| \| \| \| \| \| \| \| \| \| \| \| \| \| \| \| \| \| \| \| \| \| \| \| \| \| \| \| \| \| \| \| \| \| \| \| \| \| \| \| \| \| \| \| \| Armando II de Celje \| Armando II de Celje \| Armando II de Celje \| Armando II de Celje \| Armando II de Celje \| Armando II de Celje \| \| \| Tvrtko II \| Tvrtko II \| Tvrtko II \| Tvrtko II \| Tvrtko II \| Tvrtko II \| \| \| Ostojić \| Ostojić \| Ostojić \| Ostojić \| Ostojić \| Ostojić \| \| \| Radivoj \| Radivoj \| Radivoj \| Radivoj \| Radivoj \| Radivoj \| \| \| Tomás \| Tomás \| Tomás \| Tomás \| Tomás \| Tomás \| \| \| \| \| \| \| \| \| \| \| \| \| \| \| \| \| \| \| |                     |                     |                     |                     |                     |  |  |           |           |           |           |           |           |  |  |           |           |           |           |           |           |  |  |                  |                  |                  |                  |                  |                  |  |  |       |       |       |       |       |       |  |  |  |  |  |  |  |  |  |  |  |  |  |  |  |  |  |  |
| |                     |                     |                     |                     |                     |  |  | Esteban I |           |           |           |           |           |  |  |           |           |           |           |           |           |  |  |                  |                  |                  |                  |                  |                  |  |  |       |       |       |       |       |       |  |  |  |  |  |  |  |  |  |  |  |  |  |  |  |  |  |  |
| |                     |                     |                     |                     |                     |  |  |           |           |           |           |           |           |  |  |           |           |           |           |           |           |  |  |                  |                  |                  |                  |                  |                  |  |  |       |       |       |       |       |       |  |  |  |  |  |  |  |  |  |  |  |  |  |  |  |  |  |  |
| |                     |                     |                     |                     |                     |  |  |           |           |           |           |           |           |  |  |           |           |           |           |           |           |  |  |                  |                  |                  |                  |                  |                  |  |  |       |       |       |       |       |       |  |  |  |  |  |  |  |  |  |  |  |  |  |  |  |  |  |  |
| Esteban II | Esteban II          | Esteban II          | Esteban II          | Esteban II          | Esteban II          |  |  |           |           |           |           |           |           |  |  | Vladislav | Vladislav | Vladislav | Vladislav | Vladislav | Vladislav |  |  |                  |                  |                  |                  |                  |                  |  |  |       |       |       |       |       |       |  |  |  |  |  |  |  |  |  |  |  |  |  |  |  |  |  |  |
| Esteban II | Esteban II          | Esteban II          | Esteban II          | Esteban II          | Esteban II          |  |  |           |           |           |           |           |           |  |  | Vladislav | Vladislav | Vladislav | Vladislav | Vladislav | Vladislav |  |  |                  |                  |                  |                  |                  |                  |  |  |       |       |       |       |       |       |  |  |  |  |  |  |  |  |  |  |  |  |  |  |  |  |  |  |
| |                     |                     |                     |                     |                     |  |  |           |           |           |           |           |           |  |  |           |           |           |           |           |           |  |  |                  |                  |                  |                  |                  |                  |  |  |       |       |       |       |       |       |  |  |  |  |  |  |  |  |  |  |  |  |  |  |  |  |  |  |
| Catalina | Catalina            | Catalina            | Catalina            | Catalina            | Catalina            |  |  | Tvrtko I  | Tvrtko I  | Tvrtko I  | Tvrtko I  | Tvrtko I  | Tvrtko I  |  |  |           |           |           |           |           |           |  |  | Ostoja de Bosnia | Ostoja de Bosnia | Ostoja de Bosnia | Ostoja de Bosnia | Ostoja de Bosnia | Ostoja de Bosnia |  |  |       |       |       |       |       |       |  |  |  |  |  |  |  |  |  |  |  |  |  |  |  |  |  |  |
| Catalina | Catalina            | Catalina            | Catalina            | Catalina            | Catalina            |  |  | Tvrtko I  | Tvrtko I  | Tvrtko I  | Tvrtko I  | Tvrtko I  | Tvrtko I  |  |  |           |           |           |           |           |           |  |  | Ostoja de Bosnia | Ostoja de Bosnia | Ostoja de Bosnia | Ostoja de Bosnia | Ostoja de Bosnia | Ostoja de Bosnia |  |  |       |       |       |       |       |       |  |  |  |  |  |  |  |  |  |  |  |  |  |  |  |  |  |  |
| |                     |                     |                     |                     |                     |  |  |           |           |           |           |           |           |  |  |           |           |           |           |           |           |  |  |                  |                  |                  |                  |                  |                  |  |  |       |       |       |       |       |       |  |  |  |  |  |  |  |  |  |  |  |  |  |  |  |  |  |  |
| Armando II de Celje | Armando II de Celje | Armando II de Celje | Armando II de Celje | Armando II de Celje | Armando II de Celje |  |  | Tvrtko II | Tvrtko II | Tvrtko II | Tvrtko II | Tvrtko II | Tvrtko II |  |  | Ostojić   | Ostojić   | Ostojić   | Ostojić   | Ostojić   | Ostojić   |  |  | Radivoj          | Radivoj          | Radivoj          | Radivoj          | Radivoj          | Radivoj          |  |  | Tomás | Tomás | Tomás | Tomás | Tomás | Tomás |  |  |  |  |  |  |  |  |  |  |  |  |  |  |  |  |  |  |